# قربان‌آباد (آق‌قلا)
قربان‌آباد (آق‌قلا)، روستایی از توابع بخش مرکزی شهرستان آق‌قلا در استان گلستان ایران است.

## جمعیت
این روستا در دهستان گرگان‌بوی قرار دارد و براساس سرشماری مرکز آمار ایران در سال ۱۳۸۵، جمعیت آن ۱٬۲۰۹ نفر (۲۴۱خانوار) بوده‌است.